# Community Innovation Survey
Die Community Innovation Surveys (CIS) sind eine Reihe statistischer Erhebungen, ausgeführt durch nationale Einrichtungen in den Mitgliedsstaaten der Europäischen Union sowie in Norwegen und Island. Die EU-weit harmonisierten Erhebungen dienen der Abbildung und Analyse von Innovationsaktivitäten in den verschiedenen Branchen und Regionen innerhalb der beteiligten Staaten. Die Daten werden beispielsweise für die jährliche Publikation „European Innovation Scoreboard“ sowie für zahlreiche wissenschaftliche Veröffentlichungen genutzt.

## Erhebung
In den 80er Jahren wurde eine Reihe individueller Innovationserhebungen durchgeführt. Darauf aufbauend entschieden die Mitgliedsländer der EU, ihre Anstrengungen zu bündeln und legten einen auf dem Oslo Manual basierenden methodischen Ansatz zu Grunde.
Bis 2024 wurden insgesamt 11 CIS Erhebungen durchgeführt:
- CIS1, 1992
- CIS2, 1996
- CIS3, 2001
- CIS4, für die Jahre 2002–2004
- CIS 2006, für die Jahre 2004–2006
- CIS 2008, für die Jahre 2007–2008
- CIS 2010, für die Jahre 2009–2010
- CIS 2012, für die Jahre 2011–2012
- CIS 2014, für die Jahre 2013–2014
- CIS 2016, für die Jahre 2015–2016
- CIS 2018, für die Jahre 2017–2018[3]

CIS1 litt unter besonderen Herausforderungen: Einerseits existierten nur unzureichende methodologische Standards, andererseits war der gesteckte Zeitrahmen sehr knapp. Dennoch stellte er einen bedeutenden Schritt zur Vereinheitlichung des Verfahrens dar und war somit ein wichtiger Beitrag zur internationalen Vergleichbarkeit der erhobenen Daten – auch mit Erhebungen außerhalb der EU. Gleiches gilt für CIS2, auch wenn sich die ersten beiden CIS-Erhebungen durch eine sehr breite Definition „innovativer Unternehmen“ auszeichnete, so dass eine verhältnismäßig große Anzahl von Unternehmen eingeschlossen wurde. In den darauf folgenden Erhebungen wurden auch Service-Innovationen berücksichtigt und in der jüngsten Erhebung wurden auch Design-Innovation mit einbezogen, die Elemente, wie organisationelle Veränderungen oder Marketing.

## Methode
Die Erhebung wird in den einzelnen Staaten von entsprechend beauftragten Organisationen durchgeführt, die sich dabei an den EU-weiten Richtlinien und dem Oslo Manual orientieren. In der Regel wird eine Stichprobe von Unternehmen gezogen, die hinsichtlich Branche, Unternehmensgröße und Region repräsentativ sein soll. Hinsichtlich der Unternehmengrößen wird eine Auswahl aller Unternehmen unterhalb einer bestimmten Anzahl von Mitarbeitern ausgewählt, während zumindest in den meisten Staaten bei den größten Unternehmen versucht wird, alle mit einzubeziehen. Die Erhebung wird auf Ebene der einzelnen Unternehmen durchgeführt, sprich jedes ausgewählte Unternehmen erhält einen Fragebogen. Unternehmen, die ihre Aktivitäten in rechtlich getrennten Unternehmensteilen organisieren, könnten insofern mehrfach befragt werden.
In Deutschland wird das CIS im Auftrag des Bundesministeriums für Bildung und Forschung seit 1993 vom Zentrum für Europäische Wirtschaftsforschung in Mannheim in Zusammenarbeit mit dem Infas Institut für angewandte Sozialwissenschaft durchgeführt. Seit 2005 ist auch das Fraunhofer-Institut für System- und Innovationsforschung beteiligt.
Die Community Innovation Surveys sind die bekannteste Quelle für Daten zur Innovationsmessung in Europa. Aggregierte Daten können über die Website von Eurostat bezogen werden. Daten der deutschen Erhebung findet man auf den Webseiten des ZEW.
Die Tabellen decken Informationen über die Unternehmen, Produkt- und Prozessinnovationen, Innovationsaktivitäten und -aufwendungen sowie Innovationskooperationen ab. Ergänzt wird dies durch Daten zu Quellen der Finanzierung, ökologische Aspekte von Innovationen etc.
Die erstellten Mikroökonomischen Daten können von Wissenschaftlern über das SAFE Center auf dem Gelände von Eurostat in Luxemburg bezogen oder aber in anonymisierter Form via CD-ROM eingesehen werden. Die meisten Staaten bieten darüber hinaus einen ähnlichen Zugang an. Eurostat bieten auch einen Zugang zum EU-weiten Datenset für ausgewählte Staaten. einige Nicht-EU-Mitgliedsländer führen ähnliche Erhebungen mit einer vergleichbaren Methode durch. Dazu zählen Kanada, Australien, Neuseeland und Südafrika.